# ماورو غاليندو
ماورو غاليندو (بالإسبانية: Mauro Galindo)‏ هو مصمم رقص إسباني، ولد في 1958، وتوفي في 9 مايو 2007.